# CR Андромеды
CR Андромеды (лат. CR Andromedae) — одиночная переменная звезда в созвездии Андромеды на расстоянии (вычисленном из значения параллакса) приблизительно 6768 световых лет (около 2075 парсеков) от Солнца. Видимая звёздная величина звезды — от +11,6m до +10,8m.

## Характеристики
CR Андромеды — красный гигант, пульсирующая медленная неправильная переменная звезда (LB:) спектрального класса M2, или M8. Радиус — около 282,26 солнечных, светимость — около 8545,751 солнечных. Эффективная температура — около 3303 K.